# Grunwaldzki híd (Varsó)

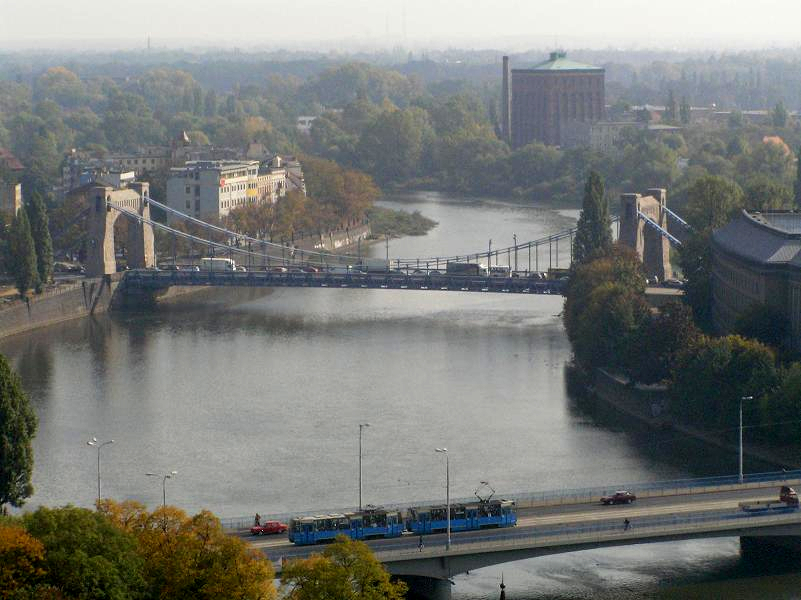
A híd

Az 1908-1910 között épített függőhíd 20 méter magas gránit kapuzatával Wrocław és Lengyelország egyik legszebb hídja. A hidat az 1410-es grünwaldi csatáról nevezték el, ahol a lengyel és litván seregek győzelmet arattak a Német Lovagrend felett. A hidat korábban Kaiserbrücke (német; „Császár híd”) illetve Freiheitsbrücke („Szabadság híd”) néven ismerték. Az átkelőt Richard Plüddemann tervezte, a híd átadására 1910. október 10-én került sor, II. Vilmos német császár jelenlétében. 
A hidat a második világháború alatt felrobbantották, újjáépítése utáni átadása 1947. szeptember 10-én történt meg.
A híd ma a 8-as főút (E67) wrocławi átkelési szakaszának része, intenzív autóforgalmat bonyolítva le, az átadás óta meglevő villamosközlekedésen túl.

## Külső hivatkozások
- A híd a maps.google.com-on